# Pertusaria modesta
Pertusaria modesta är en lavart som beskrevs av Müll. Arg. Pertusaria modesta ingår i släktet Pertusaria och familjen Pertusariaceae.   Inga underarter finns listade i Catalogue of Life.